# Gymnocalycium erolesii
Gymnocalycium erolesii là một loài thực vật có hoa trong họ Cactaceae. Loài này được Neuhuber & C.A.L.Bercht mô tả khoa học đầu tiên năm 2002.